# Canciones de amor en Lolita's Club
Pour plus de détails, voir Fiche technique et Distribution.
Canciones de amor en Lolita's Club est un film dramatique espagnol réalisé par Vicente Aranda et sorti en 2007.
Il s'agit d'une adaptation du roman Chansons d'amour au Lolita's Club (Canciones de amor en Lolita's club) de Juan Marsé, paru en 2005. L'intrigue suit l'histoire de deux frères jumeaux — l'un est un policier violent au cœur froid, l'autre un romantique désemparé souffrant d'un handicap mental. Les deux frères ont une relation tragique avec une prostituée qui travaille dans la maison close qui donne son titre au film.

## Synopsis
Raúl Fuentes, un policier taciturne enclin à la violence et à l'alcool, est mis en congé sans solde après avoir tabassé Moncho Tristán, le fils d'un trafiquant de drogue local. Mazuera, un mouchard d'un réseau de la mafia de la drogue, dit à Raúl que des membres du clan de la drogue le recherchent pour le tuer. Mazuera conclut un marché avec Raúl. Il lui remettra des documents prouvant l'implication de la famille Tristán dans le trafic de drogue et la prostitution si Raúl accepte de ne révéler l'histoire qu'une fois que Mazuera aura quitté le pays. Raúl décide de laisser l'incident en suspens et se rend de Pontevedra à Alicante où vit sa famille.
La visite de Raúl, la première depuis deux ans, prend sa famille par surprise. Son père, José, n'est pas ravi de le voir. Leurs relations sont devenues tendues du fait qu'Olga, la jeune épouse de José, était à l'origine la petite amie de Raúl. À l'exception de son frère jumeau, Valentin, Raúl ne se soucie de personne. Valentín, qui est handicapé mental, est l'opposé de son frère : doux, tendre et apprécié de tous. Lorsque Raúl apprend que son frère travaille dans une boîte de nuit qui fait également office de lupanar et qu'il est tombé amoureux d'une des prostituées, il est bouleversé et part à la recherche de Valentín dans la maison close, appelée Lolita's Club.
Dans le Lolita's Club, Raúl est confronté à Milena, la prostituée qui intéresse son frère. La belle Milena est une immigrée colombienne qui a laissé sa fille à la charge de sa mère et qui s'efforce de leur assurer une vie meilleure en leur envoyant fréquemment de l'argent. Bien qu'elle n'ait que vingt-cinq ans, Milena est la plus âgée et la plus populaire des filles de la boîte. Les autres filles sont pour la plupart mineures, comme Nancy, qui vient de Cuba, et Jasmina, qui vient d'Équateur. Une vie nocturne difficile, faite de prostitution et de drogue, a eu raison de Milena. Elle a bon cœur et se soucie beaucoup de Valentín. Valentín travaille au Lolita's Club, où il fait les courses des filles, et il est apprécié et protégé par tous.
Raúl avertit Milena qu'elle doit rompre avec son frère naïf. Valentín, traumatisé par la relation que son frère a eue avec Olga, craint que Raúl ne se mette à fréquenter Milena. En effet, une tension sexuelle commence à naître entre Raúl et Milena. Les choses se compliquent encore avec les liens que le policier et la prostituée entretiennent avec la mafia. Raúl élabore un plan pour avoir des relations sexuelles avec Milena et demander à son frère de les prendre sur le fait. Le plan se déroule comme prévu, Valentin quittant la boîte en trombe après avoir surpris son frère en train de faire l'amour avec Milena. Valentin monte dans la voiture de Raúl et s'imagine qu'il est en train de partir, alors qu'il ne sait pas conduire. À ce moment-là, deux tueurs à gages envoyés par la mafia s'approchent de la voiture et, confondant Valentin avec son frère, lui tirent dessus et le tuent.
Après les funérailles de Valentin, Raúl est un homme brisé qui n'a personne vers qui se tourner pour obtenir de la compréhension. Même Olga est désormais indifférente à sa douleur. Il a des relations sexuelles sans joie avec Maria, une collègue de travail, qui vient l'informer de l'assassinat de Mazuera par des membres du réseau mafieux. Raúl affronte Tristán, mais il ne cherche pas à se venger. Il réclame le passeport de Milena et la libère du réseau de prostitution. De retour au Lolita's Club, Raúl offre à Milena son passeport et sa liberté et lui déclare son amour. Elle le rejette et ne conserve que ses papiers. Elle veut continuer à gagner de l'argent. Raúl lui rappelle la fin tragique de Valentín. Des deux frères, c'est Valentín qu'elle aimait. Plus tard, Raúl entre dans la chambre de Milena au club comme le faisait Valentín, imitant la personnalité de son frère.

## Fiche technique
- Titre original : Canciones de amor en Lolita's Club[2] (litt. « Chansons d'amour au Lolita's Club »)
- Réalisation : Vicente Aranda
- Scénario : Vicente Aranda, Joaquin Jorda, d'après Chansons d'amour au Lolita's Club (Canciones de amor en Lolita's club) de Juan Marsé, paru en 2005[1],[3]
- Photographie : José Luis Alcaine
- Montage : Teresa Font
- Musique : José Nieto
- Décors : Josep Rosell
- Costumes : Cristina Rodríguez
- Production : Andrés Vicente Gómez (es)
- Sociétés de production : Lolafilms, Trivisión
- Format : couleurs - 35 mm
- Pays de production :  Espagne
- Langue de tournage : espagnol
- Genre : drame
- Durée : 101 minutes
- Dates de sortie : 
  - Espagne : 30 novembre 2007

## Distribution
- Eduardo Noriega : Raúl \ Valentín
- Flora Martínez : Milena
- Yohana Cobo : Djasmina
- Héctor Colomé : José
- Belén Fabra (es) : Olga
- Yunet Guerra : Nancy
- César Mora : Mazuera
- Carla Sanchez : Maria
- Xosé Manuel Olveira 'Pico' : Tristán
- Andrea Ramos : Rebeca
- Yohana Cobo : Djasmina
- Vicente Gil : Simón
- Lara de Miguel (es) : Bárbara
- Irene Escolar : Jeniffer

## Production
Le film est une production de Lolafilms et Trivisión. Les lieux de tournage sont Alicante et Benidorm.

## Exploitation
Le film engrange 360 749 euros de recettes.